# 電離層-熱成層風暴探測
電離層-熱成層風暴探測 (I-TSP)是NASA將要進行研究電離層和熱成層的計畫。這個任務是與恆星共存計畫的一部分，也是對地球空間任務的第二部份。第一個任務是在2012年發射的范艾倫探測器。

## 任務
如同范艾倫探測器，I-TSP將是雙太空船的探測任務。這項任務是研究電離層和熱成層的密度、地磁擾動、和電離層的不規則分布。因為太陽風暴會影響地球的空間，因此這項任務也涉及太陽和太陽風暴 。此一認物可以挽救太空人和人造衛星。 

## 目標
電離層-熱成層風暴探測任務有兩項目標：
1. 確定太陽變化對電離層電子密度的全球規模行為影響
2. 確定太陽和地球空間造成電離層小尺度不規則分布的原因

## 外部連結
- More Information on Geospace Missions Page
- Living With a Star page （页面存档备份，存于）